# مایک سستور
مایک سستور (انگلیسی: Mike Cestor؛ زادهٔ ۳۰ آوریل ۱۹۹۲) بازیکن فوتبال اهل فرانسه است.
از باشگاه‌هایی که در آن بازی کرده‌است می‌توان به باشگاه فوتبال سی‌اف‌آر کلوژ، باشگاه فوتبال بورم‌وود، باشگاه فوتبال آسترا جورجو، باشگاه فوتبال ووکینگ، و باشگاه فوتبال لیتون اورینت اشاره کرد.
وی همچنین در تیم ملی فوتبال DR Congo U20 بازی کرده‌است.